# Tahir Emra
Tahir Emra (Đakovica, Reino de Yugoslavia, 10 de marzo de 1938 - 7 de octubre de 2024) fue un pintor kosovar, miembro de la Academia de Ciencias y Artes de Kosovo.

## Biografía
Estudió en una escuela de artes de Peć y se graduó en 1966 en la Academia de Artes Figurativas de Belgrado. Su obra se exhibió mucho en Yugoslavia durante los años 1970 y 1980.